# 2020–2021-es magyar női vízilabda-bajnokság
A 2020–2021-es magyar női vízilabda-bajnokság (hivatalosan E.ON Női OB I) a legrangosabb és legmagasabb szintű női vízilabdaverseny Magyarországon. A pontversenyt 38. alkalommal a Magyar Vízilabda-szövetség írta ki és 10 csapat részvételével bonyolította le. A bajnokság szeptember 26-án indult. A címvédő az UVSE volt.

## Alapszakasz
| #   | Csapat                   | M  | GY | D | V  | G+ – G– | GK   | P  | Megjegyzések            |
| --- | ------------------------ | -- | -- | - | -- | ------- | ---- | -- | ----------------------- |
| 1.  | UVSE Hunguest HotelsCV   | 18 | 17 | 0 | 1  | 320–151 | +169 | 51 | Bejutott a döntőbe      |
| 2.  | Dunaújvárosi Főiskola VE | 18 | 16 | 1 | 1  | 291–117 | +174 | 49 | Bejutott a döntőbe      |
| 3.  | BVSC-Zugló               | 18 | 13 | 1 | 4  | 256–151 | +105 | 40 | Rájátszás a 3. helyért  |
| 4.  | Ferencvárosi TC          | 18 | 12 | 2 | 4  | 280–136 | +144 | 38 | Rájátszás a 3. helyért  |
| 5.  | Hungerit Szentes         | 18 | 7  | 2 | 9  | 184–243 | −59  | 23 | Rájátszás az 5. helyért |
| 6.  | III. kerületi TVE        | 18 | 7  | 1 | 10 | 201–231 | −30  | 22 | Rájátszás az 5. helyért |
| 7.  | ZF-Eger                  | 18 | 6  | 1 | 11 | 188–234 | −46  | 19 | Rájátszás a 7. helyért  |
| 8.  | Szeged NVE               | 18 | 6  | 0 | 12 | 190–236 | −46  | 18 | Rájátszás a 7. helyért  |
| 9.  | Tatabányai VSE           | 18 | 2  | 0 | 16 | 94–243  | −149 | 6  | Rájátszás a 9. helyért  |
| 10. | Bp. Honvéd               | 18 | 0  | 0 | 18 | 123–385 | −262 | 0  | Rájátszás a 9. helyért  |

Forrás: [forrás?] 
A rangsorolás alapszabályai: 1. összpontszám, 2. egymás elleni mérkőzések pontkülönbsége, 3. egymás elleni mérkőzések gólkülönbsége, 4. gólkülönbség, 5. szerzett gólok száma, 6. sorsolás.
(B): Bajnokcsapat, (K): Kieső csapat, (F): Feljutó csapat, (I): Kupainduló, (R): A rájátszás győztese, (KGY): Kupagyőztes

## Rájátszás
döntő
UVSE–Dunaújváros 11-9, 11-12, 7-2
A 3. helyért
BVSC–FTC 11-12, 9-12
Az 5. helyért
Szentes–III. kerület 9-5, 11-12, 10-7
A 7. helyért
Eger–Szeged 17-13, 10-7
A 9. helyért
Tatabánya–Bp. Honvéd 11-8, 8-11 

## A bajnokság végeredménye
1. UVSE Hunguest Hotels
2. Dunaújvárosi Egyetem-Maarsk Graphics
3. FTC Telekom Waterpolo
4. BVSC-Zugló
5. Hungerit Szentes
6. III. kerületi TVE
7. Tigra-ZF-Eger
8. SZTESzeged
9. Tatabányai VSE
10. Bp. Honvéd

A bajnok UVSE játékoskerete: Antal Dóra, Aubéli Tekla, Baksa Vanda, Dávid Cila, Faragó Kamilla, Forgács Lili, Gangl Edina, Golopencza Nóra, Golopencza Szonja, Hajdú Kata, Irmes Rozália Regina, Kakas Krisztina, Keszthelyi-Nagy Rita, Kovács Petra, Kóka Zelma, Lendvay Zoé Panna, Mácsai Eszter Panna, Parkes Rebecca, Peresztegi Nagy Kinga, Rádli Rózsa, Rybanska Natasa, Szájbély Viktória Liza, Szegedi Panni, Szengyel Sára, Szombathelyi Gerda, Szücs Gabriella, Telek Dorottya, Tiba Panna, Tóth Rebeka, Varga Luca. Edző: Benczur Márton
A második Dunaújváros játékoskerete: Balogh Jázmin, Brezovszki Gerda, Garda Krisztina, Gurisatti Gréta, Horváth Brigitta, Huszti Vanda, Magyari Alda, Mucsy Anna, Pál Réka, Sajben Nikolett, Sajben Viktória, Somogyvári Lili, Sümegi Nóra, Szabó Nikolett, Szellák Csenge, Szilágyi Dorottya, Ziegler Diána, vezetőedző: Mihók Attila
A harmadik Ferencváros játékoskerete: Csabai Dóra, Felkai Sára, Fráter Lili, Illés Anna, Jenei Kata, Kasó Orsolya , Kluka Krisztina, Kövesdi Vivien, Krénusz Anna, Kuna Szonja, Mata Viktória, Máté Zsuzsanna, Muzsnay Fanni, Neszmély Boglárka, Petik Panna, Pőcze Panna, Szabó Júlia, Takács Vivien, Török Dorina, Valentin Kamilla, Vályi Vanda, Zalay Flóra, vezetőedző: Gerendás György

## A góllövőlista élmezőnye
| Hely | Gól | Játékos           | Csapat                |
| ---- | --- | ----------------- | --------------------- |
| 1.   | 85  | Keszthelyi Rita   | UVSE                  |
| 2.   | 66  | Gurisatti Gréta   | Dunaújvárosi Főiskola |
| 3.   | 59  | Czigány Dóra      | Egri VK               |
| 4.   | 55  | Ráski Lilla       | Szeged                |
| 5.   | 54  | Szilágyi Dorottya | Dunaújvárosi Főiskola |
| 6.   | 51  | Leimeter Dóra     | BVSC-Zugló            |
| 7.   | 50  | Kisteleki Dóra    | III. kerületi TVE     |
| 8.   | 46  | Miklós Réka       | Szeged                |
| 9.   | 43  | Vályi Vanda       | Ferencvárosi TC       |
| 10.  | 42  | Dömsödi Dalma     | Szentes               |